# Phebellia pauciseta
Phebellia pauciseta är en tvåvingeart som först beskrevs av Villeneuve 1908.  Phebellia pauciseta ingår i släktet Phebellia och familjen parasitflugor. Arten är reproducerande i Sverige. Inga underarter finns listade i Catalogue of Life.